# UFC on ESPN: dos Anjos vs. Edwards
UFC on ESPN: dos Anjos vs. Edwards（ユーエフシー・オン・イーエスピーエヌ：ドス・アンジョス・バーサス・エドワーズ、別名UFC on ESPN 4）は、アメリカ合衆国の総合格闘技団体「UFC」の大会の一つ。2019年7月20日、テキサス州サンアントニオのAT&Tセンターで開催された。

## 大会概要
本大会ではハファエル・ドス・アンジョスとレオン・エドワーズによるウェルター級戦が組まれた。

## 試合結果

### プレリミナリーカード
第1試合 バンタム級 5分3R
○  フェリペ・コラレス vs.  ドミンゴ・ピラルテ ×
3R終了 判定2-1（29-28、28-29、29-28）
第2試合 バンタム級 5分3R
○  マリオ・バティスタ vs.  ソン・ジンス ×
3R終了 判定3-0（30-27、30-27、29-28）
第3試合 バンタム級 5分3R
○  レイ・ボーグ vs.  ガブリエル・シウバ ×
3R終了 判定3-0（29–28、29–28、29-28）
第4試合 58.5kg契約 5分3R
○  ジェニファー・マイア vs.  ロクサン・モダフェリ ×
3R終了 判定3-0（30-27、30-27、30-27）
※マイアの体重超過により女子フライ級から変更。
第5試合 ライトヘビー級 5分3R
○  クリドソン・アブレウ vs.  サム・アルビー ×
3R終了 判定3-0（30-27、30-27、29-28）
第6試合 女子バンタム級 5分3R
○  ラケル・ペニントン vs.  アイリーン・アルダナ ×
3R終了 判定2-1（28-29、29-28、29-28）
第7試合 フェザー級 5分3R
○  アレックス・カサレス vs.  スティーブン・ピーターソン ×
3R終了 判定3-0（30-27、29-28、29-28）

### メインカード
第8試合 ヘビー級 5分3R
○  アンドレイ・アルロフスキー vs.  ベン・ロズウェル ×
3R終了 判定3-0（30-27、30-27、30-27）
第9試合 ライト級 5分3R
○  アレクサンダー・ヘルナンデス vs.  フランシスコ・トリナウド ×
3R終了 判定3-0（30-27、30-27、29-28）
第10試合 ライト級 5分3R
○  ダン・フッカー vs.  ジェームズ・ビック ×
1R 2:33 KO（左フック→パウンド）
第11試合 ヘビー級 5分3R
○  グレッグ・ハーディ vs.  フアン・アダムス ×
1R 0:45 TKO（パウンド）
第12試合 ヘビー級 5分3R
○  ウォルト・ハリス vs.  アレクセイ・オレイニク ×
1R 0:12 KO（左ストレート）
第13試合 ウェルター級 5分5R
○  レオン・エドワーズ vs.  ハファエル・ドス・アンジョス ×
5R終了 判定3-0（50–45、49–46、49–46）

### 各賞
ファイト・オブ・ザ・ナイト： マリオ・バティスタ vs. ソン・ジンス
パフォーマンス・オブ・ザ・ナイト： ウォルト・ハリス、ダン・フッカー
各選手にはボーナスとして5万ドルが授与された。

### カード変更
負傷などによるカードの変更は以下の通り。